# The Remixes II
Pour les articles homonymes, voir The Remixes.
Albums de Every Little Thing
Time to Destination
(15 avril 1998) Every Best Single +3
(31 mars 1999)
The Remixes II (titré en capitales : THE REMIXES II) est le deuxième album de remix de chansons du groupe japonais Every Little Thing, sorti en 1998.

## Présentation
L'album sort le 18 novembre 1998 en CD au Japon sur le label  Avex Trax, sept mois après le deuxième album original du groupe, Time to Destination, et un an après son premier album de remix homonyme The Remixes. Il atteint la cinquième place du classement des ventes de l'Oricon, et reste classé pendant 14 semaines.
Il contient treize versions remixées par différents DJs de dix chansons du groupe, trois d'entre elles y figurant en deux versions différentes. Les chansons d'origine, écrites (sauf une) et composées par Mitsuru Igarashi, sont tirées du précédent album Time to Destination ; cinq étaient également parues auparavant en single. Un  troisième album similaire de remix de titres du groupe sortira trois ans plus tard : The Remixes III: Mix Rice Plantation en 2002.

## Liste des titres
Toutes les chansons sont écrites et composées par Mitsuru Igarashi, sauf n°13 écrite par Kaori Mochida.
| 1.  | Face the Change (Eboman's Remix) (Face the change...) (7e single)       | Eboman          | 5:45 |
| 2.  | Shapes of Love (Deejay Punk-Roc Remix) (Shapes Of Love...) (6e single)  | Deejay Punk-Roc | 5:50 |
| 3.  | Ima Demo... Anata ga Suki Dakara (Tuff Jam's Classic Garage Remix)      | Tuff Jam        | 6:56 |
| 4.  | Deatta Koro no Yō ni (Hybrid Remix) (出逢った頃のように...) (5e single) | Hybrid          | 6:03 |
| 5.  | Hometown (Toon's R&B Remix)                                             | Rod Antoon      | 4:35 |
| 6.  | Monochrome (Dom & Roland Remix) (モノクローム...)                       | Dom & Roland    | 5:30 |
| 7.  | Time Goes By (Hybrid Remix) (Time goes by...) (8e single)               | Hybrid          | 7:22 |
| 8.  | For the Moment (Satoshi's Burst Mix) (For the moment...) (4e single)    | Satoshi Hidaka  | 4:54 |
| 9.  | True Colors (Fake Colors Treatment Take 1) (True colors...)             | Maki Fujii      | 3:29 |
| 10. | Shapes of Love (D-Z Bleeding Messiah Mix Ver. 2) (Shapes Of Love...)    | D-Z             | 5:31 |
| 11. | Ima Demo... Anata ga Suki Dakara (HAL's Go Insane Mix)                  | HAL             | 4:53 |
| 12. | Deatta Koro no Yō ni (Nao's Atomic Mix) (出逢った頃のように...)         | Nao Nakamura    | 6:21 |
| 13. | All Along (Dub's Double-Speed Remix) (All along...)                     | Dub Master X    | 7:00 |

## CoffretAnalog Set
The Remixes II - Analog Set est un coffret de disques du groupe Every Little Thing.
Le coffret sort le 16 juin 1999 en édition limitée sur le label Rhythm Republic. Il contient quatre disques au format vinyle, comprenant chacun de deux à quatre titres par face, soit en tout 22 titres pour un total de plus de deux heures quinze de musique. Ce sont des versions remixées supplémentaires ou rallongées des dix chansons du groupe remixées sur l'album homonyme The Remixes II paru en CD sept mois auparavant.
| A1. | For the Moment (Main Mix)                                         | Prophets Of Sound | 6:18 |
| A2. | For the Moment (Satoshi's Burst Mix)                              | Satoshi Hidaka    | 7:03 |
| B1. | Ima Demo... Anataga Sukida Kara (Tuff Jam's Classic Garage Remix) | Tuff Jam          | 6:52 |
| B2. | Ima Demo... Anataga Sukida Kara (Hal's Go Insane Mix)             | HAL               | 4:49 |
| B3. | Hometown (Toons R&B Mix)                                          | Rod Antoon        | 4:33 |
| B4. | Hometown (H. Hakamada Wicked Mix)                                 | Hideki Hakamada   | 4:35 |

| A1. | Face the Change (Final Version)            | Eboman       | 8:17 |
| A2. | Face the Change (Kitto Mix)                | Motsu        | 6:09 |
| A3. | Face the Change (B.U.S. Remix)             | B.U.S.       | 6:58 |
| B1. | Monochrome (Vocal Mix)                     | Dom & Roland | 5:29 |
| B2. | Monochrome (H II H Remix)                  | H II H       | 6:40 |
| B3. | True Colors (Fake Colors Treatment Take 1) | Maki Fujii   | 3:28 |
| B4. | True Colors (Take 1)                       | Shige        | 4:33 |

| A1. | All Along (Main Mix)                           | Prophets Of Sound | 6:39 |
| A2. | All Along (Dub's Double Speed Remix)           | Dub Master X      | 9:03 |
| B1. | Deatta Koro no Yō ni (Hybrid Remix)            | Hybrid            | 6:01 |
| B2. | Deatta Koro no Yō ni (Nao's Atomic Mix Take 1) | Nao Nakamura      | 9:06 |

| A1. | Deatta Koro no Yō ni (Orienta-Rhythm Hard Club Mix) | Orienta-Rhythm  | 7:26 |
| A2. | Shapes of Love (Deejay Punk-Roc Remix)              | Deejay Punk-Roc | 5:49 |
| A2. | Shapes of Love (D-Z Bleeding Messiah Mix Version 2) | D-Z             | 5:29 |
| B1. | Time Goes By (Hybrid Remix)                         | Hybrid          | 7:22 |
| B2. | Time Goes By (Lovers Chemistry Mix)                 | m-flo           | 4:55 |